# Caudrot

Caudrot este o comună în departamentul Gironde din sud-vestul Franței. În 2009 avea o populație de 1.113 de locuitori.

## Evoluția populației
| An        | 1975 | 1982 | 1990 | 1999 | 2006 | 2009  |
| --------- | ---- | ---- | ---- | ---- | ---- | ----- |
| Populație | 809  | 844  | 945  | 933  | 975  | 1.113 |